# Émilien Jacquelin
Émilien Jacquelin (* 11. Juli 1995 in Grenoble) ist ein französischer Biathlet. Seine größten Erfolge sind die Weltmeistertitel 2020 und 2021 in der Verfolgung. Bei den Olympischen Winterspielen 2022 gewann er mit der Mixed-Staffel und mit der Männerstaffel jeweils die Silbermedaille.

## Werdegang

### Anfänge (bis 2017)
Émilien Jacquelin wurde in Grenoble geboren und wuchs in Villard-de-Lans im Vercors auf. Er ist der jüngste von vier Brüdern. In den 2000er-Jahren starteten zwei seiner älteren Brüder ebenfalls auf internationaler Ebene als Biathleten, darunter Clément Jacquelin, der 2009 mit der französischen Staffel Jugendweltmeister wurde. Mehrere von Jacquelins Vorfahren waren als Radsportler aktiv. Seit seiner frühen Kindheit begeisterte sich Émilien Jacquelin für den Radsport. In einem späteren Interview nannte er als Idol insbesondere den Tour-de-France-Sieger von 1998 Marco Pantani wegen des Elans (im Original: „panache“), den er gezeigt habe. Die Bereitschaft, Risiken einzugehen, sei für ihn stets das Leitmotiv seiner eigenen Sportlaufbahn gewesen. In seiner Jugend strebte Jacquelin zunächst selbst eine Karriere als Radprofi an, trainierte aber parallel über mehrere Jahre auch Skilanglauf. Weil die Erfolge im Radsport ausblieben, verlegte er als Teenager seinen sportlichen Schwerpunkt auf den Wintersport: Mit 14 Jahren betrieb er zum ersten Mal Biathlon, zwei Jahre später konzentrierte er sich auf diese Kombination von Langlauf und Schießen. Später schrieben Journalisten mit Blick auf Jacquelins Stärke in direkten Duellen auf der Strecke, er profitiere von den im Radsport gelegten Grundlagen: Sofern der Kopf mitspiele, habe er die Fähigkeit, sich „durch die schmerzhaften Abschnitte [zu] quälen“. Der frühere Biathlet Michael Rösch erkannte in den „taktischen Spielchen, die er [Jacquelin] mit seinen Gegnern spielt“, einen Hinweis auf dessen Vergangenheit als Radsportler.
Auf internationaler Ebene debütierte Jacquelin beim Europäischen Olympischen Winter-Jugendfestival 2013 in Brașov, wo er eine Goldmedaille im Sprint gewann. In den folgenden Jahren gewann er im Nachwuchsbereich mehrere weitere Medaillen: 2014 holte er Bronze im Einzelrennen bei den Jugendwettkämpfen im Rahmen der Juniorenweltmeisterschaften in Presque Isle. Bei den Juniorenweltmeisterschaften im nächsten Jahr in Minsk gewann er erneut Bronze, diesmal mit Aristide Bègue, Felix Cottet Puinel und Fabien Claude in der Staffel. Mit einem vierten Platz im Einzelrennen verfehlte er seine Vorjahresplatzierung und eine Podestplatzierung knapp. In der Saison 2015/16 startete Jacquelin erstmals bei Rennen des IBU-Cups. Bei den Junioren-Europameisterschaften 2016 auf der Pokljuka gewann er in der Verfolgung Silber und belegte im Einzel und im Sprint jeweils den fünften Platz. Die Saison 2016/17 – in der er Teil des französischen B-Kaders war – schloss er auf dem fünften Platz der IBU-Cup-Gesamtwertung ab.

### Weltcupdebüt und erste Weltmeistertitel (2017 bis 2020)

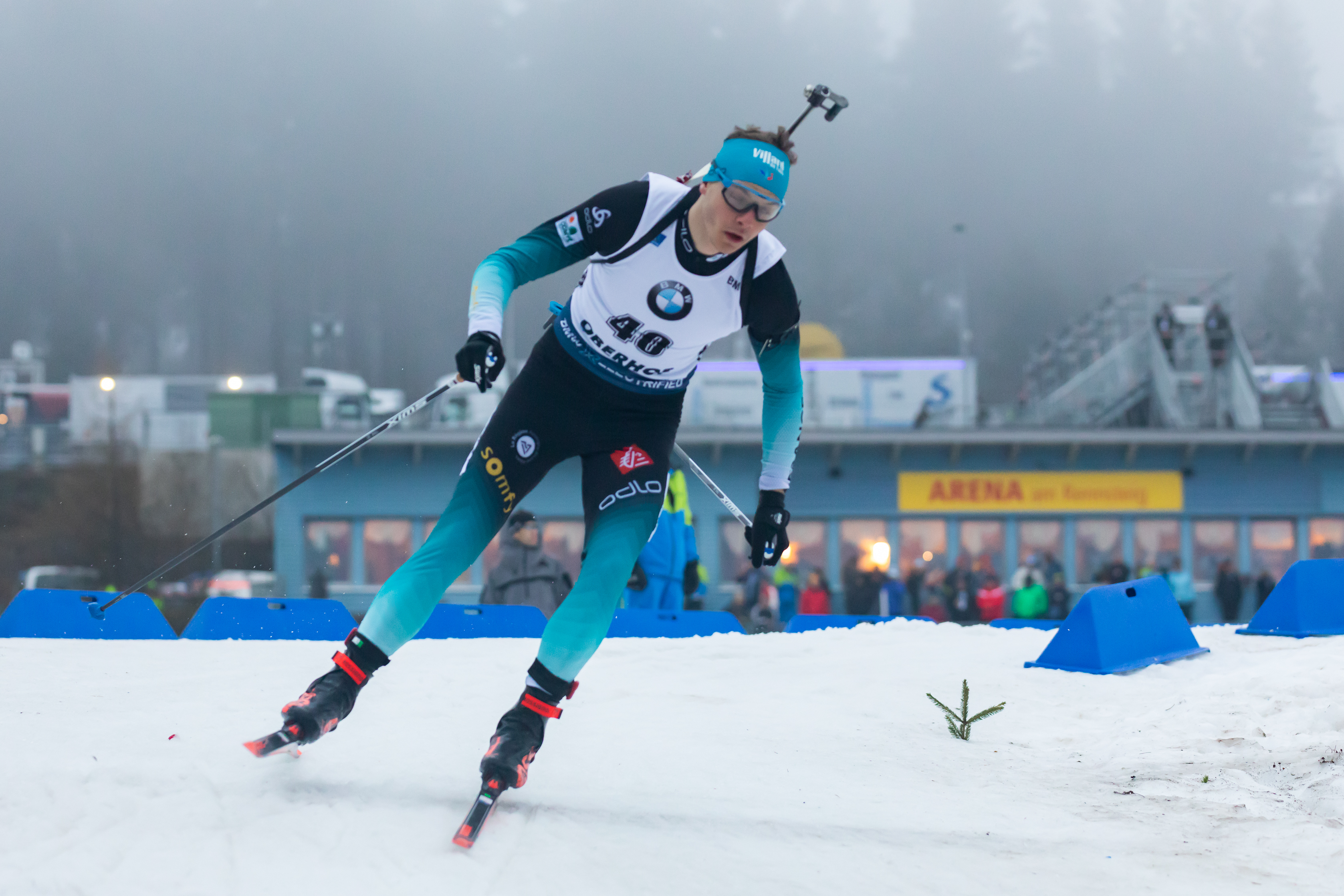
Émilien Jacquelin beim Sprint in Oberhof 2020

In der Saison 2017/18 gewann Émilien Jacquelin das erste Rennen des IBU-Cups in Sjusjøen. Daraufhin beriefen ihn die Nationaltrainer erstmals in die Weltcupmannschaft. Mit mehreren Top-40-Platzierungen gewann Jacquelin in Östersund beim Saisonauftakt der höchsten Biathlon-Wettkampfserie seine ersten Weltcuppunkte. An der Seite von Jean-Guillaume Béatrix, Simon Desthieux und Quentin Fillon Maillet belegte er im Staffelrennen in Hochfilzen den dritten Platz. Beim Weltcup im italienischen Antholz erreichte er in Sprint und Verfolgung mit den Plätzen fünf und sechs seine besten Einzelergebnisse des Winters. Nach dem Weltcup in Antholz nahm er an den Europameisterschaften teil, wo er zusammen mit Julia Simon die Silbermedaille im Single-Mixed-Wettbewerb gewann. Anschließend startete er bei Olympischen Winterspielen in Pyeongchang. Im Einzel erreichte er den 77. Rang und mit der Staffel den fünften Rang. Am Ende der Saison stand Jacquelin auf Position 46 in der Gesamtweltcupwertung und wurde zusammen mit Swetlana Mironowa von der IBU als Rookie of the Year ausgezeichnet. Im nacholympischen Winter 2018/19 zählte Jacquelin erstmals zum französischen A-Kader. Er startete durchgängig im Weltcup und erreichte im Gesamtklassement der Serie den 24. Platz mit zwei neunten Rängen – im Sprint von Ruhpolding sowie im Massenstart von Antholz – als besten Einzelresultaten. Zudem lief er mit der französischen Männerstaffel in zwei Weltcuprennen auf das Podium: als Zweiter in Oberhof und Dritter in Ruhpolding.
Vincent Vittoz, der Jacquelin seit 2018 als Nationaltrainer betreute, schätzte ihn 2020 als kraftvollen, aber ungeduldigen Athleten ein. Häufig gehe er die Rennen läuferisch schnell an, könne das Tempo aber nicht bis zum Ende des Wettkampf halten. Auch Jacquelins Schießen bezeichneten Beobachter als eher instinktiv und bescheinigten ihm eine Lust am Spektakel. Teilweise vergab er gute Platzierungen durch sehr schnelle, fehlerbehaftete Schießeinlagen. Vittoz sowie der französischen Schießtrainer Patrick Favre strebten an, Jacquelin zu einem regelmäßigeren Rennplan zu bringen oder seine Energie zu kanalisieren; Jacquelin selbst begriff sein wenig gezügeltes Auftreten im Wettkampf dagegen als Markenzeichen, das er weiterführen wolle. Im Vergleich zu Martin Fourcade, dem erfolgreichsten französischen Biathleten der 2010er-Jahre und mehrfachen Gesamtweltcupsieger, galt Jacquelin als mental weniger stabil. Bis zu Fourcades Karriereende 2020 trainierten die beiden Athleten zusammen in ihrem gemeinsamen Heimatort Villard-de-Lans. Jacquelin erklärte während dieser Zeit, er verbringe zwei Drittel des Jahres mit Fourcade, der für ihn die Rolle eines Mentors und Vorbild einnahm. Später sagte Jacquelin, Fourcades Ansicht, dass Leistung im Wettkampf wichtiger als Spaß sei, habe seinem eigenen Verständnis vom Sport zunächst komplett widersprochen. Fourcade habe ihm aber die Bedeutung einer strikten Trainingsmoral vermittelt.
Im Winter 2019/20 feierte Jacquelin die bis dahin größten Erfolge seiner Laufbahn. Zu Beginn der Saison stand er im Dezember 2019 als Dritter der Verfolgung von Hochfilzen und als Zweiter des Massenstarts in Annecy-Le Grand-Bornand (jeweils bei Siegen von Johannes Thingnes Bø) erstmals auf dem Podium in Einzel-Weltcuprennen. Ins neue Jahr startete er in Oberhof mit einem zweiten Platz im Sprint, beendete den folgenden Massenstart nach neun Strafrunden dann allerdings als Letzter. Zusammen mit Martin Fourcade, Simon Desthieux und Quentin Fillon Maillet gewann er in Ruhpolding sein erstes Staffelrennen. Mit Anaïs Bescond gewann er auf der Pokljuka auch die Single-Mixed-Staffel, während er bei den dortigen Einzelrennen nicht unter die ersten zwanzig kam. In die Weltmeisterschaften in Antholz startete Jacquelin mit einem sechsten Platz im Sprint. In der Verfolgung setzte er sich nach vier fehlerfreien Schießeinlagen auf der Schlussrunde gegen Johannes Thingnes Bø durch und wurde mit 0,4 Sekunden Vorsprung auf Bø Weltmeister. Nachdem er im Einzel nicht gestartet war, wurde er mit Bescond Dritter im Single-Mixed-Wettbewerb. In derselben Besetzung wie beim Sieg in Ruhpolding wurde die französische Staffel Weltmeister. Dies war der erste Staffeltitel für Frankreich seit 2001. Die Weltmeisterschaften beendete Jacquelin mit einer Bronzemedaille im Massenstart hinter Bø und seinem Teamkollegen Fillon Maillet. Nach weiteren Podestergebnissen in den letzten Weltcuprennen des Winters belegte Jacquelin am Saisonende den fünften Rang im Gesamtweltcup, als drittbester Franzose (hinter Martin Fourcade und Fillon Maillet auf den Plätzen zwei und drei). Die Verfolgungswertung entschied er mit zwei Punkten Vorsprung auf Fourcade und Fillon Maillet für sich und gewann damit seine erste kleine Kristallkugel.

### Etablierung in der Weltspitze (2020 bis 2022)
Schon 2019/20 hatte Jacquelin seine läuferische Leistung gegenüber seinen ersten Jahren im Weltcup deutlich verbessert: Mit Skizeiten, die drei Prozent schneller waren als der Schnitt des Teilnehmerfeldes, gehörte er zu den 15 besten Athleten der Serie. Dieses Niveau hielt er in den Folgejahren, womit er in etwa gleichauf mit Sturla Holm Lægreid war und ein bis zwei Prozentpunkte hinter Johannes Thingnes Bø und Quentin Fillon Maillet zurückblieb, die in den Gesamtwertungen der Saisons 2020/21 beziehungsweise 2021/22 an erster Stelle standen. Ähnlich wie seine Laufleistungen galten Jacquelins durchschnittlichen Trefferquoten von etwa 85 Prozent als gut, ohne dass er zu den Spitzenschützen gerechnet wurde. In den Weltcupklassements von 2020 bis 2022 belegte er durchgängig Positionen zwischen dem fünften und dem siebten Rang. Seinen ersten Weltcupsieg außerhalb von Weltmeisterschaften feierte er im Dezember 2021 in Annecy-Le Grand-Bornand, als er im Massenstart vor Fillon Maillet siegte und damit zwischenzeitlich das Gelbe Trikot des Gesamtweltcupführenden übernahm. Mehrere weitere Rennen entschied er mit französischen Staffeln für sich.
Bei den Weltmeisterschaften 2021 auf der Pokljuka gewann Jacquelin im Sprint die Bronzemedaille beim Sieg von Martin Ponsiluoma. In der anschließenden Verfolgung übernahm er nach dem zweiten Schießen die Führung, traf mit allen 20 Schüssen und verteidigte damit seinen im Vorjahr errungenen WM-Titel vor Sebastian Samuelsson. Für die beiden Schießeinlagen im stehenden Anschlag benötigte er jeweils weniger als 18 Sekunden, was als außerordentlich schnell – vor allem für die Medaillenentscheidung bei einem Großereignis – bewertet wurde. Im Massenstart am Ende der Weltmeisterschaften verfehlte Jacquelin im zweiten Schießen alle fünf Scheiben. Er beendete den Wettkampf enttäuscht in langsamem Tempo als Letzter mit mehr als sieben Minuten Rückstand. Bei den olympischen Biathlonwettkämpfen 2022 in Peking holte Jacquelin mit der Mixed-Staffel (an der Seite von Anaïs Chevalier-Bouchet, Julia Simon und Quentin Fillon Maillet) sowie mit der Männerstaffel (mit Fabien Claude, Simon Desthieux und Fillon Maillet) jeweils die Silbermedaille. Er wurde außerdem in allen vier Einzelwettbewerben eingesetzt und erreichte als beste Resultate zwei neunte Ränge in Sprint und Verfolgung.

### Schwankende Leistungen (seit 2022)
In der Saison 2022/23 erreichte Jacquelin zu Beginn des Winters mehrmals das Podium. Dann ließen seine Leistungen nach und er verpasste in mehreren Wettkämpfen vor allem wegen schwacher Schießergebnisse ein Resultat unter den ersten zehn. Bei den Weltmeisterschaften 2023 in Oberhof erzielte er als bestes Einzelergebnis einen 20. Platz im Massenstart. Mit der Männerstaffel um Guigonnat, Claude und Fillon Maillet wurde er Weltmeister, obwohl er nach dem Stehendschießen eine Strafrunde laufen musste. Zudem gewann er mit der französischen Mixedstaffel die Bronzemedaille. In der Woche nach der WM erklärte Jacquelin seinen Verzicht auf einen Start bei den restlichen Weltcuprennen der Saison wegen mangelnder körperlicher und geistiger Frische. Er beendete die Saison auf dem 16. Rang im Gesamtweltcup als drittbester Franzose hinter Fillon Maillet und Claude. Die Saison 2023/24 begann Jacquelin mit mehreren schwachen Wettkampfleistungen. Nach dem Sprint in Oberhof, bei dem er vier von zehn Scheiben verfehlte und Rang 37 belegte, verglich ihn der norwegische Kommentator Ola Lunde mit einem „Künstler ohne Selbstvertrauen“. Im weiteren Saisonverlauf steigerte Jacquelin seine Ergebnisse: Bei den Weltmeisterschaften 2024 lief er in zwei Einzelrennen unter die ersten zehn und gewann die Bronzemedaille mit der Staffel, im letzten Saisondrittel stand er mehrmals auf dem Podium. Als Sechster des Gesamtweltcups war er in diesem Klassement der beste nicht für Norwegen antretende Athlet.
Im Winter 2024/25 feierte Jacquelin zwei Weltcupsiege in den Sprintrennen von Kontiolahti (im Dezember 2024) und Nové Město (im März 2025), bei denen er jeweils mit allen zehn Schüssen traf. Er belegte er den siebten Platz im Gesamtweltcup und war damit hinter Éric Perrot und Quentin Fillon Maillet drittbester Franzose. Mit der französischen Männerstaffel triumphierte er in vier Weltcuprennen, in denen er stets die Position des Schlussläufers einnahm. Bei den Weltmeisterschaften 2025 in der Lenzerheide zeigte Jacquelin enttäuschende Leistungen: In den Einzelrennen verpasste er jeweils die ersten zehn Plätze, in der Mixed-Staffel verantwortete er als Schlussläufer nach Julia Simon, Lou Jeanmonnot und Éric Perrot die einzige französische Strafrunde, gewann aber dennoch den Weltmeistertitel. Für die Männerstaffel fand er keine Berücksichtigung.

## Persönliches
Émilien Jacquelin studierte an der Université Savoie-Mont-Blanc. Er schloss das Studium 2019 mit einem Abschluss in Marketing ab. Seit Ende 2019 ist er Teil des französischen Zoll-Teams. Als Amateurfotograf machte er während der Weltcupsaison 2022/23 mehrere Aufnahmen, von denen er 25 im Frühjahr 2024 in Paris ausstellte. Jacquelin sagte anlässlich der Ausstellung in einem Interview, die Fotografie habe ihm geholfen weniger nachzudenken und seine innere Balance wiederzufinden.

## Statistiken

### Weltcupsiege
| Nr. | Datum         | Ort                     | Disziplin   |
| --- | ------------- | ----------------------- | ----------- |
| 1.  | 16. Feb. 2020 | Antholz (WM)            | Verfolgung  |
| 2.  | 14. Feb. 2021 | Pokljuka (WM)           | Verfolgung  |
| 3.  | 19. Dez. 2021 | Annecy-Le Grand-Bornand | Massenstart |
| 4.  | 6. Dez. 2024  | Kontiolahti             | Sprint      |
| 5.  | 25. Jan. 2025 | Nové Město              | Sprint      |

| Nr. | Datum         | Ort          | Disziplin              |
| --- | ------------- | ------------ | ---------------------- |
| 1.  | 18. Jan. 2020 | Ruhpolding   | Staffel 1              |
| 2.  | 25. Jan. 2020 | Pokljuka     | Single-Mixed-Staffel 2 |
| 3.  | 22. Feb. 2020 | Antholz (WM) | Staffel 1              |
| 4.  | 10. Jan. 2021 | Oberhof      | Single-Mixed-Staffel 3 |
| 5.  | 15. Jan. 2021 | Oberhof      | Staffel 4              |
| 6.  | 23. Jan. 2021 | Antholz      | Staffel 5              |
| 7.  | 25. Nov. 2023 | Östersund    | Mixed-Staffel 6        |
| 8.  | 1. Dez. 2024  | Kontiolahti  | Staffel 7              |
| 9.  | 15. Dez. 2024 | Hochfilzen   | Staffel 7              |
| 10. | 17. Jan. 2025 | Ruhpolding   | Staffel 8              |
| 11. | 25. Jan. 2025 | Antholz      | Staffel 7              |

### Weltcupplatzierungen
Die Tabelle zeigt alle Platzierungen (je nach Austragungsjahr einschließlich Olympische Spiele und Weltmeisterschaften).
- 1.–3. Platz: Anzahl der Podiumsplatzierungen
- Top 10: Anzahl der Platzierungen unter den ersten zehn (einschließlich Podium)
- Punkteränge: Anzahl der Platzierungen innerhalb der Punkteränge (einschließlich Podium und Top 10)
- Starts: Anzahl gelaufener Rennen in der jeweiligen Disziplin
- Staffel: inklusive Mixed- und Single-Mixed-Staffeln

| Platzierung                    | Einzel | Sprint | Verfolgung | Massenstart | Staffel | Gesamt |
| ------------------------------ | ------ | ------ | ---------- | ----------- | ------- | ------ |
| 1. Platz                       |        | 2      | 2          | 1           | 11      | 16     |
| 2. Platz                       |        | 5      | 4          | 2           | 9       | 20     |
| 3. Platz                       |        | 3      | 8          | 3           | 6       | 20     |
| Top 10                         | 4      | 28     | 25         | 13          | 42      | 112    |
| Punkteränge                    | 17     | 53     | 46         | 28          | 43      | 187    |
| Starts                         | 18     | 62     | 48         | 28          | 43      | 199    |
| Stand: nach der Saison 2024/25 |        |        |            |             |         |        |

### Olympische Winterspiele
Ergebnisse bei Olympischen Winterspielen:
|                                             | Einzelwettbewerbe | Einzelwettbewerbe | Einzelwettbewerbe | Einzelwettbewerbe | Staffelwettbewerbe | Staffelwettbewerbe |
| Sprint                                      | Verfolgung        | Einzel            | Massenstart       | Herrenstaffel     | Mixedstaffel       |                    |
| ------------------------------------------- | ----------------- | ----------------- | ----------------- | ----------------- | ------------------ | ------------------ |
| Olympische Winterspiele 2018 \| Pyeongchang | –                 | –                 | 77.               | –                 | 5.                 | –                  |
| Olympische Winterspiele 2022 \| Peking      | 9.                | 9.                | 72.               | 22.               | 2.                 | 2.                 |

### Weltmeisterschaften
Ergebnisse bei den Weltmeisterschaften:
| Weltmeisterschaften | Weltmeisterschaften | Einzel | Sprint | Verfolgung | Massenstart | Staffel | Mixedstaffel | Single-Mixedstaffel |
| Jahr                | Ort                 | Einzel | Sprint | Verfolgung | Massenstart | Staffel | Mixedstaffel | Single-Mixedstaffel |
| ------------------- | ------------------- | ------ | ------ | ---------- | ----------- | ------- | ------------ | ------------------- |
| 2019                | Östersund           | –      | 24.    | 29.        | –           | –       | –            | –                   |
| 2020                | Antholz             | –      | 6.     | 1.         | 3.          | 1.      | –            | 3.                  |
| 2021                | Pokljuka            | 13.    | 3.     | 1.         | 30.         | 4.      | 5.           | –                   |
| 2023                | Oberhof             | 37.    | 36.    | DNS        | 20.         | 1.      | 3.           | –                   |
| 2024                | Nové Město          | 5.     | 9.     | 13.        | 11.         | 3.      | –            | –                   |
| 2025                | Lenzerheide         | 67.    | 19.    | 15.        | 11.         | –       | 1.           | –                   |

### Europameisterschaften
Ergebnisse bei den Europameisterschaften:
| Europameisterschaften | Europameisterschaften | Einzel | Sprint | Verfolgung | Mixedstaffel | Single-Mixedstaffel |
| Jahr                  | Ort                   | Einzel | Sprint | Verfolgung | Mixedstaffel | Single-Mixedstaffel |
| --------------------- | --------------------- | ------ | ------ | ---------- | ------------ | ------------------- |
| 2017                  | Duszniki-Zdrój        | 10.    | 52.    | 23.        | –            | 9.                  |
| 2018                  | Ridnaun               | –      | 37.    | 17.        | –            | 2.                  |

### Juniorenweltmeisterschaften
Ergebnisse bei den Juniorenweltmeisterschaften:
| Weltmeisterschaften | Weltmeisterschaften | Einzel | Sprint | Verfolgung | Staffel |
| Jahr                | Ort                 | Einzel | Sprint | Verfolgung | Staffel |
| ------------------- | ------------------- | ------ | ------ | ---------- | ------- |
| 2015                | Minsk-Raubitschy    | 4.     | 15.    | 7.         | 3.      |
| 2016                | Cheile Grădiștei    | 9.     | 4.     | 5.         | 6.      |